# Ego Perron
Pour les articles homonymes, voir Perron.
Ego Perron, né le 3 février 1967 à Aoste, est un homme politique italien, de la Vallée d'Aoste. Il est président de l'Union valdôtaine de 2008 à 2013.

## Biographie
D'abord conseiller municipal à Fénis, Ego Perron devient secrétaire du mouvement politique Jeunesse valdôtaine en 1988. Élu conseiller régional en 1993, il est réélu en 1998 et 2003. De 1994 à 1998, il est secrétaire puis, de 2002 à 2008, président du Conseil de la Vallée.
En 2008, il est candidat à la Chambre des députés, mais n'obtient que 37,84 % des voix et est battu par le député sortant, Robert Nicco qui le devance avec 39,12 %. Après trois mandats consécutifs au Conseil de la Vallée (maximum autorisé au sein de l'UV), il se place à la disposition de l'UV pour d'autres mandats.
Le 23 novembre 2008, il est élu président de l'Union valdôtaine avec une large majorité. Il occupe cette fonction jusqu'au 9 novembre 2013, date à laquelle il est remplacé par Ennio Pastoret.
Le 1er juillet 2013, il redevient membre du Conseil de la Vallée, où il est président de la 1re Commission permanente - Institutions et autonomie.
Le 10 juin 2014, il est nommé au gouvernement de la Vallée dirigé par Auguste Rollandin comme assesseur au budget, aux finances et au patrimoine. Il quitte le gouvernement lors de la démission de Rollandin en mars 2017 à la suite d'une motion de censure. Le 13 octobre suivant, il retrouve le même poste dans la junte de gouvernement dirigée par Laurent Viérin, mais dès le 10 novembre, il donne sa démission à la suite de sa condamnation à 3 ans d'emprisonnement pour l'affaire Coopérative de crédit valdôtaine.

## Distinctions
En 2003, il reçoit le prix  plaque d'argent pour la Terre, inspiré de la campagne mondiale de la Charte de la Terre.
En 2005, il reçoit la médaille d'or de l'association « La Renaissance française » pour son engagement en faveur des relations transfrontalières. En octobre de la même année, il est fait grand officier de l'ordre de la Pléiade pour son engagement en faveur de la francophonie.